# True at Heart
True at Heart è il terzo album del gruppo heavy metal tedesco Doro, uscito il 4 agosto 1991.

## Tracce
1. Cool Love – 3:45 (Doro Pesch/Todd Cerney/Bob DiPiero)
2. You Gonna Break My Heart – 3:42 (Pesch/Dennis Morgan)
3. Even Angels Cry – 4:47 (Pesch/Gary Scruggs)
4. The Fortuneteller – 5:15 (Pesch/Gary Scruggs)
5. Live It – 4:12 (Pesch/Morgan)
6. Fall for Me Again – 4:12 (Pesch/Scruggs)
7. Heartshaped Tattoo – 3:44 (Pesch/Cerney/DiPiero)
8. With the Wave of Your Hand – 4:52 (Pesch, Cerney, DiPiero)
9. Hear Me – 3:44 (Pesch, Morgan)
10. I'll Make It on My Own – 4:07 (Pesch/Vince Melamed)
11. Gettin' Nowhere Without You – 4:20 (Pesch/Scruggs)
12. I Know You by Heart – 5:03 (Pesch/Morgan)

## Formazione
- Doro Pesch – voce
- Eddie Bayers – batteria
- Barry Beckett – pianoforte
- Todd Cerney – cori
- Bob DiPiero – cori
- Chris Eddy – cori
- Kenny Greenberg – chitarra
- Jim Horn – sassofono
- Dann Huff – chitarra solista
- Robert White Johnson – cori
- Gordon Kennedy – chitarra
- Mike Lawler – tastiere
- Dennis Morgan – chitarra
- Don Potter – chitarra
- Tony Seals – cori
- Troy Seals – cori
- Leland Sklar – basso
- Michael Thompson – chitarra solista